# Ernő Gereben
Ernő Gereben (ur. 18 czerwca 1907 w Sopronie, zm. 16 maja 1988 w Thunie) – szwajcarski szachista pochodzenia węgierskiego, mistrz międzynarodowy od 1950 roku.

## Kariera szachowa
Wielokrotnie startował w finałach indywidualnych mistrzostw Węgier, kilkukrotnie zajmując miejsca blisko podium (1950, IV m., 1951 – V m., 1955 – VI m.). W 1936 r. uczestniczył w nieoficjalnej olimpiadzie szachowej rozegranej w Monachium, na której szachiści węgierscy zajęli I miejsce. W 1947 r. zdobył w Sofii złoty medal drużynowych mistrzostw krajów bałkańskich, był również reprezentantem Węgier na rozegranej w 1954 r. w Amsterdamie szachowej olimpiadzie. W 1956 r. wyemigrował do Szwajcarii i do połowy lat 70. należał do ścisłej czołówki szachistów tego kraju, dwukrotnie zdobywając medale w finałach mistrzostw Szwajcarii (1957 – brązowy, 1961 – srebrny) oraz trzykrotnie (1970, 1972, 1974) uczestnicząc w turniejach olimpijskich.
Odniósł szereg sukcesów w turniejach międzynarodowych, m.in. w Tatatovaros (1935, II m. za László Szabó), Sopocie (1951, I m.),  San Benedetto del Tronto (1957, II m. za Gedeonem Barczą), Hastings (1958/59, III m. za Wolfgangiem Uhlmannem i Lajosem Portischem), Bognor Regis (1959, I-II m.), Beverwijk (1962, turniej B–1, I m.), Reggio Emilii (1963/64, dz. I m. wspólnie z Rudolfem Teschnerem, Janosem Fleschem i Gedeonem Barczą), Amsterdamie (1967, turniej IBM-B, dz. II m. za Drazenem Maroviciem, wspólnie ze Stefano Tatai, Alexandrem Jongsmą i Antonio Mediną Garcíą) oraz Monte Carlo (1969, IV m. za Győző Forintosem, Stefano Tatai i Victorem Ciocâlteą).
Według retrospektywnego systemu Chessmetrics, najwyżej sklasyfikowany był w sierpniu 1935 r., zajmował wówczas 35. miejsce na świecie.